# Gottfried Albrecht (Politiker)
Gottfried Albrecht (* 27. Oktober 1890 in Christianberg; † 23. Oktober 1969 in Wien) war ein österreichischer Politiker (SPÖ) und Amtsführender Stadtrat in Wien.

## Leben
Albrecht wurde als Sohn eines Fabrikarbeiters der Waffenfabrik in Steyr geboren. Nachdem sein Vater 1900 den Arbeitsplatz verloren hatte, übersiedelte die Familie nach Wien. Albrecht absolvierte eine Ausbildung zum Optiker, engagierte sich ab 1905 in der sozialistischen Bewegung und trat 1906 dem Verband Jugendlicher Arbeiter in Favoriten bei. Albrecht arbeitete zwischen 1904 und 1911 bei den Firma Goerz und Zeiss und war teilweise im Ausland tätig. Albrecht leistete zwischen 1911 und 1918 seinen Militär- bzw. Kriegsdienst ab und wurde nach dem Ersten Weltkrieg Soldatenrat und Mitglied des Heerespersonalausschusses. Nach dem Ersten Weltkrieg blieb Albrecht Berufssoldat in der Volkswehr bzw. im Bundesheer und war von 1918 bis 1934 Funktionär des Militärverbandes. 
Zwischen 1932 und 1934 hatte Albrecht das Amt des Bezirkvorstehers in Wien-Wieden inne, jedoch wurde er nach den Februarkämpfen 1934 für mehrere Monate im Anhaltelager Wöllersdorf interniert. Nach der Machtübernahme der Nationalsozialisten engagierte sich Albrecht in einer Widerstandsgruppe aus Sozialisten und Kommunisten innerhalb der Wehrmacht, wobei er zwischen 1940 und 1945 in der Wehrmacht diente.
Albrecht übernahm nach dem Zweiten Weltkrieg zwischen Mai 1945 und April 1946 erneut das Amt des Bezirksvorstehers in Wieden und wurde am 25. November 1945 als Abgeordneter im Wiener Landtag und Gemeinderat angelobt, dem er bis zum 17. Oktober 1954 angehörte. Zudem war Albrecht in der Landesregierung Körner II ab dem 14. Februar 1946 Amtsführender Stadtrat für Wohnungs-, Siedlungs- und Kleingartenwesen, trat jedoch bereits am 8. März 1949 aus gesundheitlichen Gründen von seinem Amt zurück.
Albrecht war zwischen 1949 und 1957 Vizepräsident des Wiener Eislaufvereins und im Anschluss bis 1969 dessen Präsident. Zudem war er von 1962 und 1964 Präsident der Wiener Eissportvereinigung. Albrecht war ab 1915 verheiratet und wurde nach seinem Tod auf dem Wiener Zentralfriedhof bestattet. 
1965 wurde ihm das Silberne Ehrenzeichen für Verdienste um die Republik Österreich verliehen.